# Opération Gemse (1945)
Seconde Guerre mondiale
Batailles
Front de l’Est

Prémices :
- Campagne de Pologne
- Guerre d’Hiver

Guerre germano-soviétique :
- 1941 : L'invasion de l'URSS

- Opération Barbarossa

Front nord : 
- Guerre de Continuation
- Opération Silberfuchs
- Siège de Léningrad

Front central : 
- 2e bataille de Brest-Litovsk
- Bataille de Białystok–Minsk
- 1re bataille de Smolensk
- Bataille de Kiev

Front sud : 
- Siège d'Odessa
- Campagne de Crimée

- 1941-1942 : La contre-offensive soviétique

Front nord : 
- Poche de Demiansk
- Poche de Kholm

Front central : 
- Bataille de Moscou

Front sud : 
- Seconde bataille de Kharkov

- 1942-1943 : De Fall Blau à 3e Kharkov

Front nord : 
- Offensive de Siniavino
- Opération Iskra
- Bataille de Krasny Bor
- Opération Poliarnaïa Zvezda

Front central : 
- Opération Mars

Front sud : 
- Bataille du Caucase (opération Fall Blau)
- Bataille de Stalingrad
- Opération Uranus
- Opération Saturne
- Offensive d'Ostrogojsk-Rossoch
- Offensive de Voronej-Kastornoe
- Opération Gallop
- Opération Étoile
- Troisième bataille de Kharkov

- 1943-1944 : Libération de l'Ukraine et de la Biélorussie

Front central : 
- 2e bataille de Smolensk
- Opération Bagration

Front sud : 
- Bataille de Koursk
- Bataille du Dniepr
- Offensive Dniepr-Carpates
- Offensive de Crimée
- Offensive de Lvov-Sandomir

- 1944-1945 : Campagnes d'Europe centrale et d'Allemagne

Allemagne : 
- Offensive Vistule-Oder
- Offensive de Poméranie orientale
- Siège de Breslau
- Offensive de Prusse-Orientale
- Bataille de Königsberg
- Bataille de Seelow
- Bataille de Bautzen
- Bataille de Berlin
- Capitulation allemande

Front nord et Finlande : 
- Guerre de Laponie
- Offensive Leningrad-Novgorod
- Bataille de Narva

Europe orientale : 
- Opération Margarethe
- Insurrection de Varsovie
- Soulèvement national slovaque
- Opération Panzerfaust
- Bataille de Budapest
- Opération Frühlingserwachen
- Offensive de Vienne
- Insurrection de Prague
- Offensive de Prague
- Bataille de Slivice

Front d’Europe de l’Ouest

Campagnes d'Afrique, du Moyen-Orient et de Méditerranée

Bataille de l’Atlantique

Guerre du Pacifique

Guerre sino-japonaise

Théâtre américain
L'opération Gemse (Chamois) est l'une des dernières offensives allemandes sur le front de l'Est en 1945. Destinée à préparer le désencerclement de Breslau, cette offensive est centrée sur la ville de Lauban.

## Contexte
À la suite des succès de l'offensive d'hiver soviétique, la Silésie est partiellement conquise par les Soviétiques et l'Oder franchi dans la région en de nombreux points.

### Siège de Breslau
La ville de Breslau est assiégée depuis le 16 février 1945, ; les unités encerclées parviennent à ralentir efficacement la progression soviétique en Silésie.

### Situation de l'Armée Rouge
Le 16 février, Ivan Koniev, chargé des opérations soviétiques en Silésie, adresse à la Stavka un memorandum sur la situation des unités placées sous ses ordres. Dans ce document, il insiste sur l'épuisement de ses hommes, l'érosion de ses effectifs et la baisse du nombre de blindés à sa disposition ; enfin, le tableau est encore noirci par l'incapacité de l'armée de l'air soviétique à soutenir les troupes au sol, en raison de l'absence de terrains en dur. 
Dans ce contexte, Koniev profite de ce mémorandum pour défendre la nécessité de l'arrêt des opérations offensives dans son secteur, ce qu'il obtient après un échange téléphonique avec Alexeï Antonov, proche collaborateur de Staline à la Stavka.
Le 24 février, l'Armée rouge s'est placée en position défensive sur l'ensemble du front de Silésie, transformant la guerre de mouvement qui se déroulait depuis le 12 janvier en guerre de positions et d'usure.

### La Wehrmacht en Silésie
En retraite depuis la Vistule depuis près d'un mois, les unités allemandes du groupe d'armées centre reçoivent le 25 février l'ordre de multiplier les attaques de flanc contre les unités soviétiques. 
Ces offensives doivent non seulement rejeter les unités soviétiques sur la rive droite de l'Oder, mais aussi dégager Breslau, encerclée depuis quelques jours.
Cette dernière préoccupation préside à la planification de plusieurs assauts contre Lauban, par où passe une voie ferrée moderne, sans le contrôle de laquelle aucune opération ne peut être tentée en direction de Breslau.

## Planification

### Objectifs allemands
Par cette offensive, Heinz Guderian, qui l'a ordonnée, souhaite obliger les Soviétiques à se détourner de Berlin, leur objectif principal à ce moment du conflit. De plus, le succès permettrait de briser l'encerclement de la ville de Breslau et le rétablissement de la ligne de front sur l'Oder. 
La reconquête de la ville pourrait également faciliter l'approvisionnement des unités engagées en Bohême et en Slovaquie.
Enfin, ce succès, qui semble à la portée des unités allemandes engagées dans le secteur, est destiné à être exploité par la propagande et redonner ainsi confiance à la population du Reich.

### Préparation opérationnelle
L'offensive est ainsi rapidement montée et confiée à Walther Nehring, alors commandant du XXIVe Panzerkorps.
Renonçant à prendre d'assaut Lauban, opération coûteuse en hommes et en véhicules, il opte pour une attaque en pince dont les deux saillants sont lancés de part et d'autre de Lauban, alors sur la ligne de front, et doivent se rejoindre à 15 km au Nord-Est de Lauban.

### Unités engagées
Les unités engagées, 200 blindés et 60 000 soldats, sont rapidement concentrées, en dépit des difficultés. 
Les moyens déployés, ainsi que la rapidité du regroupement, constituent à ce stade de la guerre, un effort important, en dépit des faiblesses des unités. Cependant, les unités sont peu homogènes, composées d'unités certaines réquipées à neuf, d'autres très affaiblies et limitées dans leurs déplacements par le manque de carburant. Enfin, les état-majors des divisions sont composés de jeunes officiers inexpérimentés.

## Opérations
L'offensive, lancée dans la nuit du 1er au 2 mars, surprend les Soviétiques et permet d'avancer dans une profondeur de 4 kilomètres, puis s'enlise face à la vivacité de la résistance soviétique.
Devant cette résistance, le projet initial d'encerclement d'une vaste zone est abandonné et devient une bataille d'encerclement de faible envergure.

## Conséquences

### Pertes soviétiques
Le 6 mars, la poche est réduite, mais le bilan est dérisoire, les unités soviétiques étant parvenues à s'extraire et laissant aux Allemands 176 prisonniers et 48 canons d'assaut.

### Impact stratégique
La reprise de la ville permet également de faciliter les approvisionnements des unités engagées en Silésie, autorisant la préparation d'offensives de dégagement de Breslau, que Schörner se propose de lancer rapidement après un second succès dans la région de Striegau, située à l'Est de Lauban.
Cependant, la faiblesse des moyens déployés par la Wehrmacht, ainsi que le rapport de forces général à ce stade du conflit, empêche le commandement du groupe d'armées centre de monter les autres opérations planifiées pour dégager Breslau.

### Exploitation par la propagande

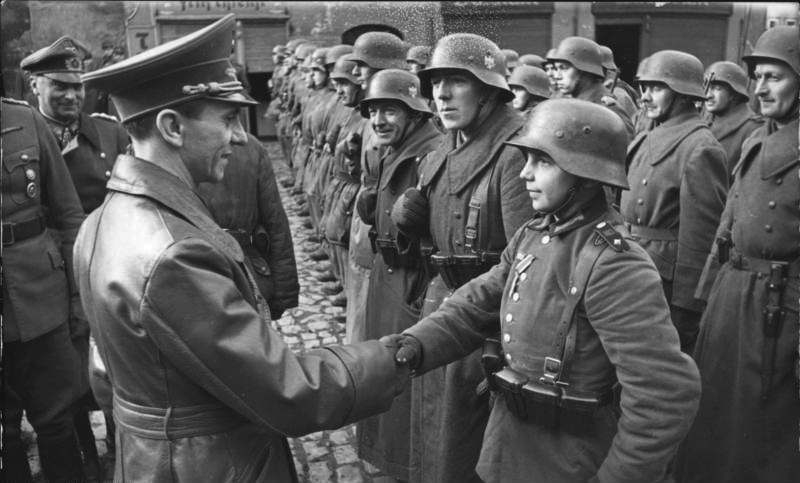
Josef Goebbels passant en revue le 9 mars 1945 les unités ayant reconquis Lauban. Il félicite Willi Hübner, âgé de 16 ans, pour son rôle dans la reconquête de la ville.

La prise de Lauban est exploitée par la propagande. En effet, Joseph Goebbels se rend dans la ville reprise et la visite longuement le 9 mars.